# Diecezja Kaga-Bandoro
Diecezja Kaga-Bandoro (łac. Dioecesis Kagiensis-Bandorensis) – diecezja rzymskokatolicka w Republice Środkowoafrykańskiej z siedzibą ordynariusza w Kaga-Bandoro.
Diecezję utworzył 28 czerwca 1997 papież św. Jan Paweł II, wydzielając ją z terenu archidiecezji Bangi. Katedrą jest kościół pw. Św. Teresy od Dzieciątka Jezus i Świętego Oblicza w Kaga-Bandoro.

## Biskupi diecezjalni
1997–2004. Bp François-Xavier Yombandje
2005–2015. Bp Albert Vanbuel (SDB)
2015–2024 Bp Tadeusz Kusy (OFM)
2024–nadal: Victor Hugo Castillo Matarrita (MCCJ)